# Thelonica
Thelonica – album muzyczny amerykańskiego pianisty jazzowego Tommy’ego Flanagana nagrany jako wyraz hołdu
dla zmarłego w 1982 wybitnego pianisty, Theloniousa Monka i jego przyjaciółki (Flanagana zresztą również). Była nią baronessa Nica de Koenigswarter, stąd też tytuł płyty: "Thelo-nica". Płyta była nagrywana podczas dwóch sesji 30 listopada i 1 grudnia 1982. Enja Records wydała LP w 1983. Wydany później CD zawiera osiem kompozycji Monka oraz tytułowy utwór "Thelonica" autorstwa Flanagana.

## Muzycy
- Tommy Flanagan – fortepian
- George Mraz – kontrabas
- Art Taylor – perkusja

## Lista utworów
| 1. | "North of the Sunset" | 4:23  |
|    |                       |       |
| 2. | "Light Blue"          | 5:31  |
|    |                       |       |
| 3. | "Off Minor"           | 5:07  |
|    |                       |       |
| 4. | "Pannonica"           | 7:03  |
|    |                       |       |
| 5. | "Ask Me Now"          | 4:13  |
|    |                       |       |
| 6. | "Thelonious"          | 4:14  |
|    |                       |       |
| 7. | "Reflections"         | 7:34  |
|    |                       |       |
| 8. | "Ugly Beauty"         | 5:06  |
|    |                       |       |
| 9. | "Thelonica"           | 5:17  |
|    |                       |       |
|    |                       | 48:28 |
|    |                       |       |

## Informacje uzupełniające
- Produkcja – Matthias Winckelmann
- Inżynier dźwięku – David Baker
- Praca plastyczna (okładka) – C. Berit de Koenigswarter
- Projekt okładki – Elisabeth Winckelmann
- Zdjęcia – Tomio Yoshizawa
- Remasteryzacja – Thorsten Scheffner
- Łączny czas trwania – 48:28